# Saint-André-de-Seignanx
 Saint-André-de-Seignanx  (en occitano Sent Andrèu de Senhans) es una población y comuna francesa, situada en la región de Aquitania, departamento de Landas, en el distrito de Dax y cantón de Saint-Martin-de-Seignanx.

## Demografía
| 772 | 732 | 720 | 1020 | 1271 | 1275 |
| Para los censos de 1962 a 1999 la población legal corresponde a la población sin duplicidades (Fuente: INSEE [Consultar]) |     |     |      |      |      |